# Tournoi de tennis de Wuhan
Le tournoi de Wuhan (Chine) est un tournoi de tennis professionnel féminin (WTA) qui se joue sur dur extérieur.

## Palmarès

### Simple
| No | Date       | Nom et lieu du tournoi           | Catégorie      | Dotation       | Surface        | Vainqueure      | Finaliste          | Score           |                |
| -- | ---------- | -------------------------------- | -------------- | -------------- | -------------- | --------------- | ------------------ | --------------- | -------------- |
| 1  | 21-09-2014 | Dongfeng Motor Wuhan Open, Wuhan | Premier 5      | 2 440 070 $    | Dur (ext.)     | Petra Kvitová   | Eugenie Bouchard   | 6-3, 6-4        | Tableau        |
| 2  | 27-09-2015 | Dongfeng Motor Wuhan Open, Wuhan | Premier 5      | 2 212 250 $    | Dur (ext.)     | Venus Williams  | Garbiñe Muguruza   | 6-3, 3-0, ab.   | Tableau        |
| 3  | 25-09-2016 | Dongfeng Motor Wuhan Open, Wuhan | Premier 5      | 2 288 250 $    | Dur (ext.)     | Petra Kvitová   | Dominika Cibulková | 6-1, 6-1        | Tableau        |
| 4  | 24-09-2017 | Dongfeng Motor Wuhan Open, Wuhan | Premier 5      | 2 365 250 $    | Dur (ext.)     | Caroline Garcia | Ashleigh Barty     | 63-7, 7-64, 6-2 | Tableau        |
| 5  | 23-09-2018 | Dongfeng Motor Wuhan Open, Wuhan | Premier 5      | 2 365 250 $    | Dur (ext.)     | Aryna Sabalenka | Anett Kontaveit    | 6-3, 6-3        | Tableau        |
| 6  | 22-09-2019 | Dongfeng Motor Wuhan Open, Wuhan | Premier 5      | 2 527 250 $    | Dur (ext.)     | Aryna Sabalenka | Alison Riske       | 6-3, 3-6, 6-1   | Tableau        |
|    | 2020-2023  | Pas de tournoi                   | Pas de tournoi | Pas de tournoi | Pas de tournoi | Pas de tournoi  | Pas de tournoi     | Pas de tournoi  | Pas de tournoi |
| 7  | 07-10-2024 | Wuhan Open, Wuhan                | WTA 1000       | 3 221 715 $    | Dur (ext.)     | Aryna Sabalenka | Zheng Qinwen       | 6-3, 5-7, 6-3   | Tableau        |

### Double
| No | Date       | Nom et lieu du tournoi          | Catégorie      | Dotation       | Surface        | Vainqueures                          | Finalistes                            | Score             |                |
| -- | ---------- | ------------------------------- | -------------- | -------------- | -------------- | ------------------------------------ | ------------------------------------- | ----------------- | -------------- |
| 1  | 21-09-2014 | Dongfeng Motor Wuhan Open Wuhan | Premier 5      | 2 440 070 $    | Dur (ext.)     | Martina Hingis Flavia Pennetta       | Cara Black Caroline Garcia            | 6-4, 5-7, [12-10] | Tableau        |
| 2  | 27-09-2015 | Dongfeng Motor Wuhan Open Wuhan | Premier 5      | 2 212 250 $    | Dur (ext.)     | Martina Hingis Sania Mirza           | Irina-Camelia Begu Monica Niculescu   | 6-2, 6-3          | Tableau        |
| 3  | 25-09-2016 | Dongfeng Motor Wuhan Open Wuhan | Premier 5      | 2 288 250 $    | Dur (ext.)     | Bethanie Mattek-Sands Lucie Šafářová | Sania Mirza Barbora Strýcová          | 6-1, 6-4          | Tableau        |
| 4  | 24-09-2017 | Dongfeng Motor Wuhan Open Wuhan | Premier 5      | 2 365 250 $    | Dur (ext.)     | Chan Yung-jan Martina Hingis         | Shuko Aoyama Yang Zhaoxuan            | 7-65, 3-6, [10-4] | Tableau        |
| 5  | 23-09-2018 | Dongfeng Motor Wuhan Open Wuhan | Premier 5      | 2 365 250 $    | Dur (ext.)     | Elise Mertens Demi Schuurs           | Andrea S. Hlaváčková Barbora Strýcová | 6-3, 6-3          | Tableau        |
| 6  | 22-09-2019 | Dongfeng Motor Wuhan Open Wuhan | Premier 5      | 2 527 250 $    | Dur (ext.)     | Duan Ying-Ying Veronika Kudermetova  | Elise Mertens Aryna Sabalenka         | 7-63, 6-2         | Tableau        |
|    | 2020-2023  | Pas de tournoi                  | Pas de tournoi | Pas de tournoi | Pas de tournoi | Pas de tournoi                       | Pas de tournoi                        | Pas de tournoi    | Pas de tournoi |
| 7  | 07-10-2024 | Wuhan Open Wuhan                | WTA 1000       | 3 221 715 $    | Dur (ext.)     | Anna Danilina Irina Khromacheva      | Asia Muhammad Jessica Pegula          | 6-3, 7-66         | Tableau        |